# Fort-Moville
Fort-Moville est une commune française située dans le département de l'Eure en région Normandie.

## Géographie

### Localisation
Fort-Moville est une commune du Nord-Ouest du département de l'Eure en région Normandie. Située à proximité du Calvados, entre Beuzeville et Pont-Audemer, elle appartient à la région naturelle du Lieuvin, région qui se caractérise par un paysage semi-bocager où se mélangent cultures et prairies. Le territoire de la commune s'étend entre la vallée du ruisseau des Godeliers au nord et la vallée de la Corbie à l'est, toutes deux soulignées par une légère frange boisée. À vol d'oiseau, le bourg est à 5,5 km à l'est de Beuzeville, à 7 km à l'ouest de Pont-Audemer, 
à 25,5 km au nord-est de Lisieux, à 50 km à l'ouest de Rouen
et à 63,5 km au nord-ouest d'Évreux.
| Le Torpt | Saint-Maclou |             |
| Le Torpt | Fort-Moville | Triqueville |
|          | Martainville |             |

### Hydrographie
La commune est située dans le bassin Seine-Normandie. Elle est drainée par le ruisseau de la Corbie, le cours d'eau 01 de la commune de Fort-Moville et le ruisseau des Godeliers,,.
Le ruisseau de la Corbie, d'une longueur de 13 km, prend sa source dans la commune de Martainville et se jette  dans la Risle à Toutainville, après avoir traversé quatre communes.

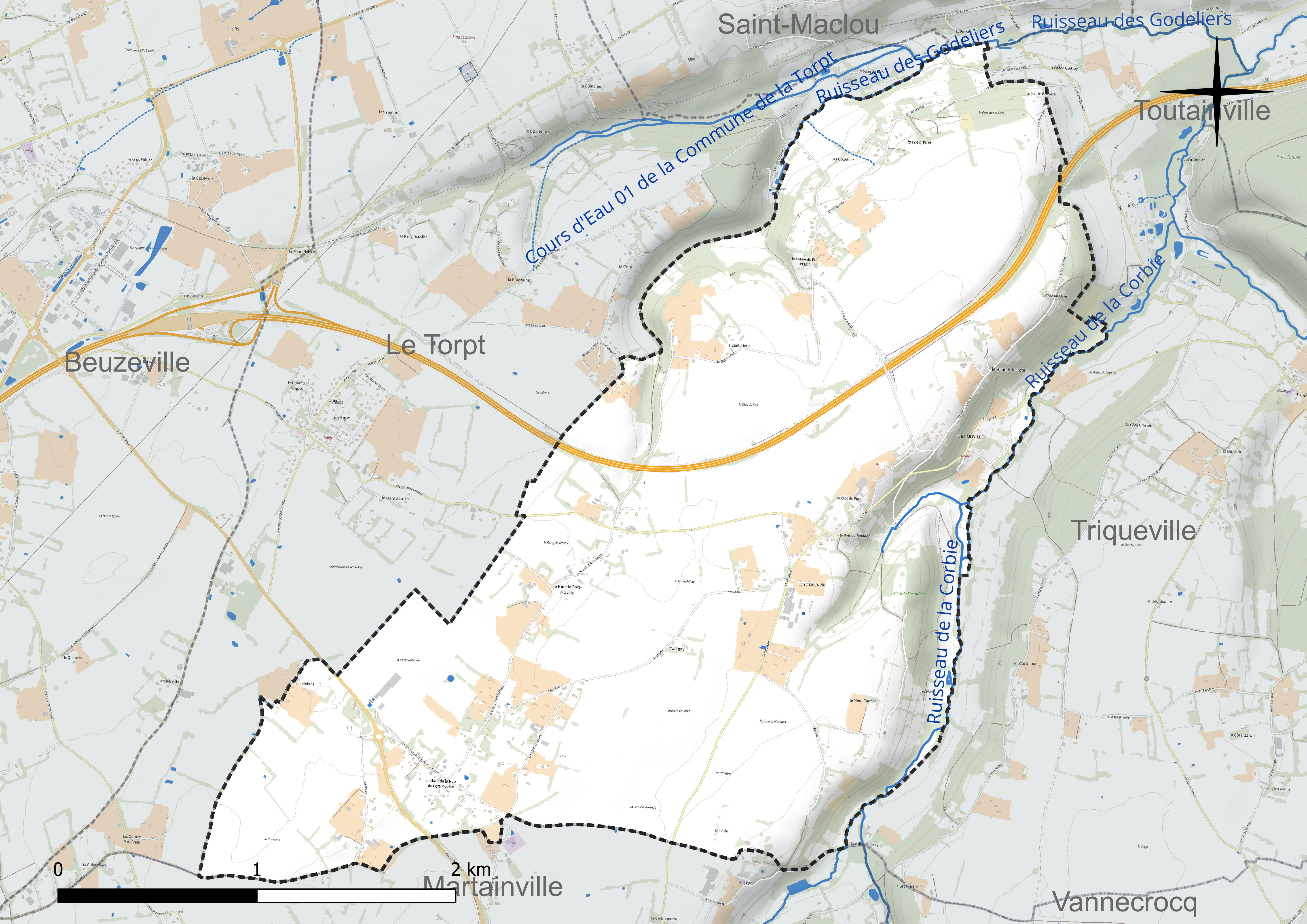
Réseau hydrographique de Fort-Moville.

### Climat
Pour des articles plus généraux, voir Climat de la Normandie et Climat de l'Eure.
En 2010, le climat de la commune est de type climat océanique franc, selon une étude du CNRS s'appuyant sur une série de données couvrant la période 1971-2000. En 2020, Météo-France publie une typologie des climats de la France métropolitaine dans laquelle la commune est exposée à un climat océanique et est dans la région climatique  Côtes de la Manche orientale, caractérisée par un faible ensoleillement (1 550 h/an) ; forte humidité de l’air (plus de 20 h/jour avec humidité relative > 80 % en hiver), vents forts fréquents. Parallèlement le GIEC normand, un groupe régional d’experts sur le climat, différencie quant à lui, dans une étude de 2020, trois grands types de climats pour la région Normandie, nuancés à une échelle plus fine par les facteurs géographiques locaux. La commune est, selon ce zonage, exposée à un « climat contrasté des collines », correspondant au Pays d’Auge, Lieuvin et Roumois, moins directement soumis aux flux océaniques et connaissant toutefois des précipitations assez marquées en raison des reliefs collinaires qui favorisent leur formation.
Pour la période 1971-2000, la température annuelle moyenne est de 10,5 °C, avec  une amplitude thermique annuelle de 13,2 °C. Le cumul annuel moyen de précipitations est de 881 mm, avec 13 jours de précipitations en janvier et 8,7 jours en juillet. Pour la période 1991-2020, la température moyenne annuelle observée sur la station météorologique la plus proche, située sur la commune de Boulleville à 4 km à vol d'oiseau, est de 11,3 °C et le cumul annuel moyen de précipitations est de 851,2 mm,. Pour l'avenir, les paramètres climatiques de la commune estimés pour 2050 selon différents scénarios d’émission de gaz à effet de serre sont consultables sur un site dédié publié par Météo-France en novembre 2022.

## Urbanisme

### Typologie
Au 1er janvier 2024, Fort-Moville est catégorisée commune rurale à habitat dispersé, selon la nouvelle grille communale de densité à 7 niveaux définie par l'Insee en 2022.
Elle est située hors unité urbaine. Par ailleurs la commune fait partie de l'aire d'attraction de Beuzeville, dont elle est une commune de la couronne,. Cette aire, qui regroupe 5 communes, est catégorisée dans les aires de moins de 50 000 habitants,.

### Occupation des sols
L'occupation des sols de la commune, telle qu'elle ressort de la base de données européenne d’occupation biophysique des sols Corine Land Cover (CLC), est marquée par l'importance des territoires agricoles (99,1 % en 2018), une proportion identique à celle de 1990 (99,1 %). La répartition détaillée en 2018 est la suivante : 
prairies (48,9 %), terres arables (41 %), zones agricoles hétérogènes (9,2 %), forêts (0,9 %). L'évolution de l’occupation des sols de la commune et de ses infrastructures peut être observée sur les différentes représentations cartographiques du territoire : la carte de Cassini (XVIIIe siècle), la carte d'état-major (1820-1866) et les cartes ou photos aériennes de l'IGN pour la période actuelle (1950 à aujourd'hui).

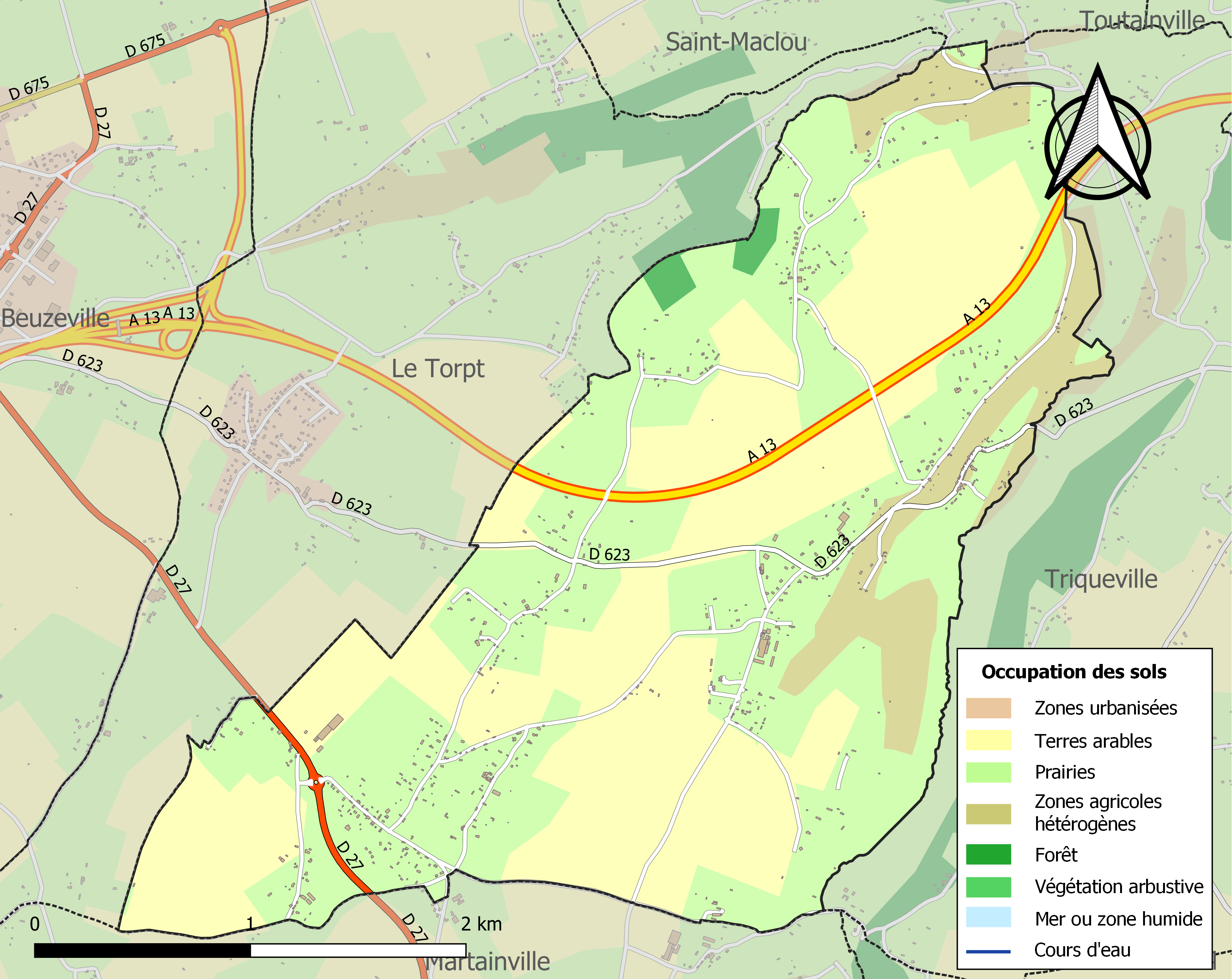
Carte des infrastructures et de l'occupation des sols de la commune en 2018 (CLC).

## Toponymie
Fort-Moville est une mauvaise graphie pour Formoville, attesté sous les formes Formovilla en 1035 (grande ch. de Préaux), Formovile en 1205 (archives de l’Eure), Formeville en 1250 (états de Pont-Audemer). Le t n'apparaît pas avant le XVIIIe siècle, Fortmanville en 1656 (actes notariés), Formanville en 1754 (Dictionnaire des postes), Fortmauville en 1792 (supplément à la liste des émigrés), Fortmauville en 1828 (L. Dubois), Formenville en 1868 (Annales de l’Association normande) et la séparation des syllabes /Fort/ et /Mo/ pas avant la fin du XIXe siècle.
Il s'agit d'une formation toponymique médiévale en -ville au sens ancien de « domaine rural », dont le premier élément Formo- représente un anthroponyme selon le cas général. Peut-être Formaldus, nom de personne germanique occidental que l'on rencontrerait aussi dans Fourmetot situé à 14 km et Formetuit à 6 km de Fourmetot. Formetuit est l'ancien nom de Saint-Laurent à Corneville-sur-Risle (Capellam S. Laurentii, vulgo de Formetuit en 1147), combiné à l'élément -tuit, appellatif issu du vieux norrois ƿveit « essart », élément fréquent dans le Roumois.
Ce genre de relation entre noms de lieux proches de cette époque se retrouve maintes fois dans la toponymie normande. Ainsi, dans les environs, note-t-on Appeville-Annebault, Aptot et Aptuit (parfois écrit à tort Aptuy), formés sur le nom d'un Scandinave appelé Api.
Remarque : La rareté de l'anthroponyme Formaldus renforce l'hypothèse d'un lien entre ces trois toponymes. Formaldus (variantes Formoldus / Fromaldus), peu fréquent au Moyen Âge, est cité dans la liste des convers de l'abbaye des Dunes en Flandre, ainsi que sa variante Frumaldus, et dans un document signé datant de l'époque de Charlemagne. Formaldus représente la version latinisée du nom de personne germanique originel Frumwald, qui admet également les variantes Fromolt et Fromald. Elles conviendraient tout aussi bien pour Formoville (avec métathèse de [r]). Il peut avoir été porté par un personnage d'origine scandinave. En effet, les Vikings adoptèrent souvent des noms de personnes francs, notamment de baptême lors de leur conversion au catholicisme. On note, en outre, que la variante Fromhold est attestée en vieux suédois.

## Politique et administration
| Période                                  | Période  | Identité         | Étiquette | Qualité |
| ---------------------------------------- | -------- | ---------------- | --------- | ------- |
| 2014                                     | En cours | Philippe Marmion | DVD       |         |
| Les données manquantes sont à compléter. |          |                  |           |         |

## Démographie
L'évolution du nombre d'habitants est connue à travers les recensements de la population effectués dans la commune depuis 1793. Pour les communes de moins de 10 000 habitants, une enquête de recensement portant sur toute la population est réalisée tous les cinq ans, les populations de référence des années intermédiaires étant quant à elles estimées par interpolation ou extrapolation. Pour la commune, le premier recensement exhaustif entrant dans le cadre du nouveau dispositif a été réalisé en 2007.

En 2022, la commune comptait 510 habitants, en évolution de +4,51 % par rapport à 2016 (Eure : −0,25 %, France hors Mayotte : +2,11 %).
| 1793 | 1800  | 1806  | 1821  | 1831  | 1836  | 1841  | 1846  | 1851  |
| ---- | ----- | ----- | ----- | ----- | ----- | ----- | ----- | ----- |
| 965  | 1 017 | 1 103 | 1 139 | 1 204 | 1 074 | 1 057 | 1 076 | 1 001 |

| 1856  | 1861  | 1866 | 1872 | 1876 | 1881 | 1886 | 1891 | 1896 |
| ----- | ----- | ---- | ---- | ---- | ---- | ---- | ---- | ---- |
| 1 036 | 1 006 | 915  | 861  | 846  | 766  | 742  | 657  | 564  |

| 1901 | 1906 | 1911 | 1921 | 1926 | 1931 | 1936 | 1946 | 1954 |
| ---- | ---- | ---- | ---- | ---- | ---- | ---- | ---- | ---- |
| 570  | 561  | 536  | 489  | 490  | 417  | 376  | 359  | 360  |

| 1962 | 1968 | 1975 | 1982 | 1990 | 1999 | 2006 | 2007 | 2012 |
| ---- | ---- | ---- | ---- | ---- | ---- | ---- | ---- | ---- |
| 330  | 266  | 241  | 244  | 261  | 312  | 367  | 376  | 437  |

| 2017 | 2022 | - | - | - | - | - | - | - |
| ---- | ---- | - | - | - | - | - | - | - |
| 500  | 510  | - | - | - | - | - | - | - |

## Culture locale et patrimoine

### Lieux et monuments
La commune de Fort-Moville compte plusieurs édifices inscrits à l'inventaire général du patrimoine culturel :
- L'église Saint-Jean-Baptiste (XIVe et XVIe siècles)[37] et son mobilier[38]
- Une croix de cimetière de 1688[39]
- Le presbytère du XVIIe siècle[40]
- La mairie, école du XIXe siècle[41]
- Une filature de coton du XIXe siècle au lieu-dit la Fosse[42]
- Deux fermes : l'une du XVIIIe et du XIXe siècle au lieu-dit la Rue de Fort-Moville[43] ; l'autre du XVIIe siècle au lieu-dit la Cantellerie[44]

Autres lieux :
- Le château de la Fosse
- La fontaine Vannier (ou source Vannier) : le lavoir est en bon état, restauré en 2007. Il possède un toit à deux pentes séparées pour la lumière. Il se situe sur les bords de la Corbie, le long du sentier de randonnée.

### Patrimoine naturel

#### Natura 2000
- Corbie[45].

#### ZNIEFF de type 1
- Le bois du val de la Corbie[46].
- Le bois de la Sébirerie[47].

#### ZNIEFF de type 2
- La basse vallée de la Risle et les vallées conséquentes de Pont-Audemer à la Seine[48].

### Personnalités liées à la commune
- Marcel Sebire (*1929-†2018 à Beuzeville)

### Héraldique
|  | Les armes de la ville se blasonnent ainsi : d’argent aux trois trèfles d’azur. |